# Resolució 21 del Consell de Seguretat de les Nacions Unides
La Resolució 21 del Consell de Seguretat de les Nacions Unides, aprovada per unanimitat el 2 d'abril de 1947, va decretar que les antigues colònies alemanyes del Pacífic, situades al nord de l'equador, que van ser formalment transferides al Japó per la Lliga de les Nacions, passessin a ser administrades pel Consell d'Administració Fiduciària de les Nacions Unides. El Consell de Seguretat va promulgar els 16 articles en les quals havia aprovat els termes. Va declarar al seu torn que els Estats Units serà l'òrgan encarregat d'administrar l'antiga colònia, que es passaria a denominar Territori en Fideïcomís de les Illes del Pacífic i li va donar permís per militaritzar el territori.